# Kalevi Vähäkylä
Kalevi Juhani Vähäkylä, né le 25 juin 1940 à Salo, est un biathlète finlandais.

## Biographie
Surnommé Kalle, il fait ses débuts internationaux aux Championnats du monde 1967, puis court aux Jeux olympiques d'hiver de 1968, où il est neuvième de l'individuel et cinquième du relais.
Marttinen remporte la médaille de bronze au relais aux Championnats du monde 1969 en compagnie de Esko Marttinen, Mauri Röppänen et Mauno Peltonen.

## Palmarès en biathlon

### Jeux olympiques d'hiver
| Épreuve / Édition | Individuel | Relais |
| ----------------- | ---------- | ------ |
| JO 1968 Grenoble  | 9e         | 5e     |

### Championnats du monde
- Championnats du monde 1969 à Zakopane (Pologne) :
  -  Médaille de bronze au relais 4 × 7,5 km.